# Zuzana Kronerová
Zuzana Kronerová (ur. 17 kwietnia 1952 w Martinie) – słowacka aktorka.

## Życiorys
Urodziła się w Martinie. Jej rodzicami byli aktorzy: Terézie Hurbanová-Kronerová i Jozef Kroner. Absolwentka Wyższej Szkoły Sztuk Scenicznych w Bratysławie. Pracowała w Teatrze dla dzieci i młodzieży w Trnavie.  Laureatka Czeskiego Lwa dla najlepszej aktorki drugoplanowej w filmie Dzikie pszczoły. Za postać matki w obrazie Mój nauczyciel przyznano jej nominację do Czeskiego Lwa.
W 2010 otrzymała Krištáľové krídlo, a w 2018 roku została odznaczona Orderem Ľudovíta Štúra I klasy.

## Filmografia
- 1981: Niewierność po słowacku jako Zlatka
- 1991: Gdy gwiazdy były czerwone jako Beta
- 2001: Dzikie pszczoły jako Lišajová
- 2005: Szczęście jako Ciocia
- 2008: Mój nauczyciel  jako Matka
- 2010: Młyn Habermana jako Eliška
- 2015: Opieka domowa jako Miriam
- 2016: Czerwony kapitan jako Marika Kovačičová